# Manny Ramirez
Manuel Aristide „Manny“ Ramírez (* 30. Mai 1972 in Santo Domingo, Dominikanische Republik) ist ein ehemaliger Baseballspieler in der nordamerikanischen Major League Baseball (MLB). Er ist Outfielder hat zuletzt für die Tampa Bay Rays gespielt. Er trat zurück, nachdem er das dritte Mal beim Dopen erwischt wurde.
1985 kam Ramirez mit seinen Eltern nach New York City. 1991 schloss er die George Washington High School in der Bronx ab. Er war dreimal in der All-City-Auswahl aufgenommen und wurde zum New York City Public Schools High School Player of the Year gekürt. Im selben Jahr begann er seine Karriere bei den Burlington Royals in der Appalachean League, wo er zum Short Season Player of the Year wurde und die Triple Crown nur knapp verpasste.
Von 1993 an spielte Ramirez in der Major League für die Cleveland Indians, bei denen er ab der Saison 1995 mit über 100 Einsätzen pro Jahr zur Stammbesetzung gehörte. Vor der Saison 2001 wechselte er zu den Red Sox. Bis einschließlich 2008 erreichte er in seiner Karriere einen Batting Average von .314 und 526 Home Runs. 1995 und durchgehend seit 1998 gehörte er zum All-Star-Team der American League. 1999 und 2004 erhielt er den Hank Aaron Award für den besten Batter der Liga. Zudem wurde er 2004 als MVP der World Series ausgezeichnet.
Seit dem 31. Mai 2008 gehört Ramirez zum 500 home run club.
Am 31. Juli 2008 tradeten die Boston Red Sox ihn zu den Los Angeles Dodgers; im Gegenzug erhielten sie Jason Bay von den Pittsburgh Pirates. Für seine Leistungen im August 2008 (.415 Batting Average mit sieben Double, neun Home Runs, 25 RBI und 21 Runs) wurde er als National League Player of the Month ausgezeichnet. Er gewann mit den Dodgers die National League West und besiegte die Chicago Cubs in der Division Series. Nach der Saison verlängerte er seinen Vertrag bei den Dodgers für zwei Jahre und 45 Mio. US-Dollar.
Im Mai 2009 wurde Ramirez für 50 Spiele gesperrt, weil in seinem Körper ein Mittel gefunden wurde, das den Missbrauch von Steroiden kaschiert. Er kehrte im Juli 2009 in die Startaufstellung der Dodgers zurück. Am 30. Juli 2009 berichtete die New York Times, Ramirez sei 2003 positiv auf leistungssteigernde Substanzen getestet wurden.
Die Saison 2010 begann für Ramirez mit einem Meilenstein: Am 10. April schlug er seinen 2.500. Hit. Im Verlauf der Saison musste er jedoch drei Spielpausen wegen Verletzungen hinnehmen und verlor seinen Platz in der Startaufstellung an Scott Podsednik. Am 30. August 2010 wechselte er zu den Chicago White Sox. Er kam dort als Designated Hitter zum Einsatz. Nach dem Ende der Saison 2010 verließ Manny Ramirez die White Sox bereits wieder und unterschrieb einen Ein-Jahres-Vertrag über 2 Mio. Dollar bei den Tampa Bay Rays.
Im April 2011 erklärte der zwölfmalige Baseball-Allstar und zweimalige World-Series-Gewinner, der in seiner Karriere 555 Homeruns schlug, seinen Rücktritt. Gegen den Spieler der Tampa Bay Rays lagen „nicht genauer definierte Verstöße“ gegen die Anti-Doping-Regelungen vor, hieß es in einer Erklärung der Major League Baseball (MLB): „Statt eine 100-Spiele-Sperre zu akzeptieren, hat Ramirez die MLB über seinen Rücktritt vom aktiven Sport informiert.“
Sein Verein zeigte sich über die aktuellen Vorwürfe gleichsam überrascht wie enttäuscht, wollte sich aber nicht näher zu den Vorwürfen äußern.
Nur Ramirez, Babe Ruth und Carlos Beltrán gelang es 3-mal in einem Post-Season-Spiel zwei Homeruns zu schlagen. Ruth schaffte das Kunststück sogar 4-mal (alle in der World Series für die New York Yankees).